# Vindefontaine
Vindefontaine era un comune francese di 315 abitanti situato nel dipartimento della Manica nella regione della Normandia.
Dal 1º gennaio 2016 è parte del nuovo comune di Picauville.

## Società

### Evoluzione demografica
Abitanti censiti